# جیک رابرتز (تدوین‌گر)
جیک رابرتز (انگلیسی: Jake Roberts؛ زادهٔ ۲۶ ژوئن ۱۹۷۷) تدوین‌گر است.
وی در هشتاد و نهمین دوره جوایز اسکار نامزد بهترین تدوین برای فیلم اگر سنگ از آسمان ببارد شده بود.

## فیلم‌شناسی
- Outlaw King (۲۰۱۸)
- محافظ مزدور (۲۰۱۷)
- Trespass Against Us (۲۰۱۶)
- اگر سنگ از آسمان ببارد (۲۰۱۶)
- Pressure (۲۰۱۵)
- بروکلین (۲۰۱۵)
- The Riot Club (۲۰۱۴)
- Starred Up (۲۰۱۳)
- اسکینز (مجموعه تلویزیونی، ۲۰۱۳)
- Misfits Misfits (مجموعه تلویزیونی) (۳ اپیزود، ۲۰۱۲)
- ارگ (۲۰۱۲)
- Tonight You're Mine (۲۰۱۱)
- Perfect Sense (۲۰۱۱)
- Personal Affairs (۲ اپیزود، ۲۰۰۹)
- Stacked (فیلم تلویزیونی، ۲۰۰۸)
- Long Way Round (مجموعه تلویزیونی مستند) (۳ اپیزود، ۲۰۰۴)
- The Last Great Wilderness (۲۰۰۲)